# Musée du château d'eau de Vinnytsia
Le  musée du château d'eau  est une institution dans un bâtiment classé situé à Vinnytsia en Ukraine.

## Historique
Il est ouvert dans un bâtiment construit en 1912 par l'architecte Gregory Artynov, il servait de château d'eau pour la ville. Désaffecté, comme réserve d'eau pour la ville, dès 1920, il eut de nombreuses affectations, habitation... et en 1985 comme annexe du musée pour des expositions sur les guerres : la Révolution d'octobre, la Seconde Guerre mondiale, la guerre d'Afghanistan (1979-1989).

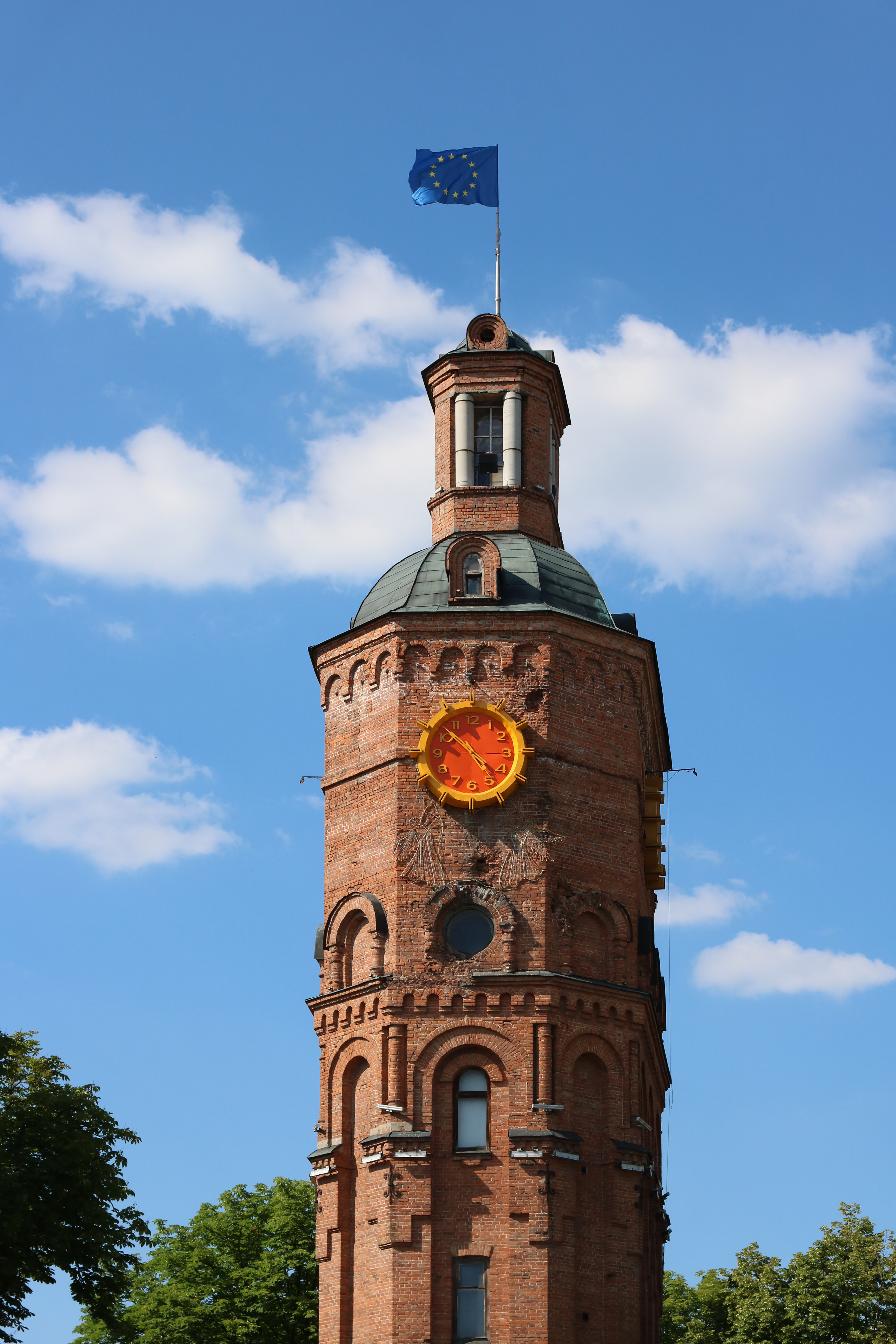
Le 23 juin 2022, parée du drapeau de l'U.E. l'Ukraine a officiellement reçu le statut de candidat à l'Union Européenne (voir Procédure d'adhésion de l'Ukraine à l'Union européenne). Juin 2022.

IL se trouve place de l'Europe.